# ماري أبيجيل دودغ
ماري أبيجيل دودغ (بالإنجليزية: Mary Abigail Dodge) هي صحفية وكاتِبة أمريكية، ولدت في 31 مارس 1833 في Hamilton, Massachusetts ‏ في الولايات المتحدة، وتوفيت في 17 أغسطس 1896.

## وصلات خارجية
- ماري أبيجيل دودغ على موقع الموسوعة البريطانية (الإنجليزية)